# Mistrovství Evropy ve volejbale mužů 1975
9. mistrovství Evropy ve volejbale mužů se konalo ve dnech 18. – 25. října v Jugoslávii.
Turnaje se zúčastnilo 12 týmů, rozdělených do tří čtyřčlenných skupin. První dvě družstva postoupila do finálové skupiny, týmy na třetím a čtvrtém místě hráli ve skupině o sedmé až dvanácté místo. Mistrem Evropy se stali volejbalisté Sovětského svazu.

## Kvalifikace
| Pořadatel - Jugoslávie | Přímý postup z ME 1971 - SSSR - Československo - Rumunsko - NDR - Maďarsko | Postup z Kvalifikace - Belgie - Bulharsko - Francie - Itálie - Nizozemsko - Polsko |

## Výsledky a tabulky

### Skupina A (Skopje)
| Datum    | Zápas                 | Výsledek | Sety  | Sety  | Sety  | Sety  | Sety |
| Datum    | Zápas                 | Výsledek | 1     | 2     | 3     | 4     | 5    |
| -------- | --------------------- | -------- | ----- | ----- | ----- | ----- | ---- |
| 18. září | Jugoslávie - Itálie   | 3:1      | 12:15 | 15:3  | 15:10 | 15:12 |      |
| 18. září | Polsko - Maďarsko     | 3:0      | 15:7  | 15:12 | 15:7  |       |      |
| 19. září | Jugoslávie - Maďarsko | 3:1      | 15:3  | 11:15 | 15:10 | 15:7  |      |
| 19. září | Polsko - Itálie       | 3:0      | 15:3  | 15:7  | 15:13 |       |      |
| 20. září | Jugoslávie - Polsko   | 0:3      | 7:15  | 8:15  | 8:15  |       |      |
| 20. září | Itálie - Maďarsko     | 3:0      | 16:14 | 17:15 | 15:5  |       |      |

| Poř | Země       | Body | Zápasy | Výhry | Prohry | Sety |
| --- | ---------- | ---- | ------ | ----- | ------ | ---- |
| 1.  | Polsko     | 6    | 3      | 3     | 0      | 9:0  |
| 2.  | Jugoslávie | 5    | 3      | 2     | 1      | 6:5  |
| 3.  | Itálie     | 4    | 3      | 1     | 2      | 4:6  |
| 4.  | Maďarsko   | 3    | 3      | 0     | 3      | 1:9  |

### Skupina B (Subotica)
| Datum    | Zápas               | Výsledek | Sety  | Sety  | Sety  | Sety  | Sety |
| Datum    | Zápas               | Výsledek | 1     | 2     | 3     | 4     | 5    |
| -------- | ------------------- | -------- | ----- | ----- | ----- | ----- | ---- |
| 18. září | NDR - Francie       | 3:0      | 15:3  | 15:11 | 15:4  |       |      |
| 18. září | SSSR - Bulharsko    | 3:1      | 8:15  | 15:8  | 15:7  | 15:10 |      |
| 19. září | SSSR - Francie      | 3:0      | 15:4  | 15:10 | 15:7  |       |      |
| 19. září | Bulharsko - NDR     | 3:1      | 15:12 | 15:17 | 15:12 | 15:7  |      |
| 20. září | Bulharsko - Francie | 3:0      | 16:14 | 15:11 | 15:11 |       |      |
| 20. září | SSSR - NDR          | 3:0      | 15:6  | 15:12 | 15:5  |       |      |

| Poř | Země      | Body | Zápasy | Výhry | Prohry | Sety |
| --- | --------- | ---- | ------ | ----- | ------ | ---- |
| 1.  | SSSR      | 6    | 3      | 3     | 0      | 9:1  |
| 2.  | Bulharsko | 5    | 3      | 2     | 1      | 7:4  |
| 3.  | NDR       | 4    | 3      | 1     | 2      | 4:6  |
| 4.  | Francie   | 3    | 3      | 0     | 3      | 0:9  |

### Skupina C (Kraljevo)
| Datum    | Zápas                       | Výsledek | Sety  | Sety  | Sety  | Sety  | Sety  |
| Datum    | Zápas                       | Výsledek | 1     | 2     | 3     | 4     | 5     |
| -------- | --------------------------- | -------- | ----- | ----- | ----- | ----- | ----- |
| 18. září | Československo - Belgie     | 3:0      | 15:8  | 15:10 | 15:7  |       |       |
| 18. září | Rumunsko - Nizozemsko       | 3:2      | 11:15 | 16:18 | 15:9  | 15:1  | 15:7  |
| 19. září | Československo - Rumunsko   | 3:2      | 15:4  | 11:15 | 11:15 | 15:11 | 15:13 |
| 19. září | Nizozemsko - Belgie         | 3:2      | 9:15  | 15:7  | 13:15 | 16:14 | 15:13 |
| 20. září | Rumunsko - Belgie           | 3:0      | 15:2  | 15:9  | 15:7  |       |       |
| 20. září | Československo - Nizozemsko | 3:0      | 15:4  | 15:7  | 15:0  |       |       |

| Poř | Země           | Body | Zápasy | Výhry | Prohry | Sety |
| --- | -------------- | ---- | ------ | ----- | ------ | ---- |
| 1.  | Československo | 6    | 3      | 3     | 0      | 9:2  |
| 2.  | Rumunsko       | 5    | 3      | 2     | 1      | 8:5  |
| 3.  | Nizozemsko     | 4    | 3      | 1     | 2      | 5:8  |
| 4.  | Belgie         | 3    | 3      | 0     | 3      | 2:9  |

### Finálová skupina (Bělehrad)
| Datum    | Zápas                       | Výsledek | Sety  | Sety  | Sety  | Sety  | Sety  |
| Datum    | Zápas                       | Výsledek | 1     | 2     | 3     | 4     | 5     |
| -------- | --------------------------- | -------- | ----- | ----- | ----- | ----- | ----- |
| 22. září | Jugoslávie - Rumunsko       | 3:2      | 11:15 | 15:10 | 15:13 | 8:15  | 15:9  |
| 22. září | Bulharsko - Československo  | 3:0      | 15:12 | 15:8  | 15:7  |       |       |
| 22. září | SSSR - Polsko               | 3:0      | 15:12 | 15:10 | 15:7  |       |       |
| 23. září | Jugoslávie - Československo | 3:2      | 15:6  | 11:15 | 12:15 | 15:9  | 15:13 |
| 23. září | Polsko - Bulharsko          | 3:2      | 9:15  | 15:5  | 15:6  | 9:15  | 15:3  |
| 23. září | SSSR - Rumunsko             | 3:0      | 15:2  | 15:8  | 15:10 |       |       |
| 24. září | Jugoslávie - SSSR           | 2:3      | 15:13 | 15:7  | 0:15  | 5:15  | 8:15  |
| 24. září | Rumunsko - Bulharsko        | 3:0      | 15:11 | 15:10 | 15:11 |       |       |
| 24. září | Polsko - Československo     | 3:1      | 15:8  | 15:6  | 11:15 | 15:8  |       |
| 25. září | Jugoslávie - Bulharsko      | 3:0      | 16:14 | 16:14 | 17:15 |       |       |
| 25. září | Rumunsko - Polsko           | 3:2      | 13:15 | 15:9  | 6:15  | 15:13 | 15:12 |
| 25. září | SSSR - Československo       | 3:0      | 15:8  | 15:13 | 15:3  |       |       |

| Poř | Země           | Body | Zápasy | Výhry | Prohry | Sety  |
| --- | -------------- | ---- | ------ | ----- | ------ | ----- |
| 1.  | SSSR           | 10   | 5      | 5     | 0      | 15:3  |
| 2.  | Polsko         | 8    | 5      | 3     | 2      | 11:9  |
| 3.  | Jugoslávie     | 8    | 5      | 3     | 2      | 11:10 |
| 4.  | Rumunsko       | 7    | 5      | 2     | 3      | 10:11 |
| 5.  | Bulharsko      | 6    | 5      | 1     | 4      | 6:12  |
| 6.  | Československo | 6    | 5      | 1     | 4      | 6:14  |

### Skupina o 7. - 12. místo (Bělehrad)
| Datum    | Zápas                 | Výsledek | Sety  | Sety  | Sety  | Sety  | Sety  |
| Datum    | Zápas                 | Výsledek | 1     | 2     | 3     | 4     | 5     |
| -------- | --------------------- | -------- | ----- | ----- | ----- | ----- | ----- |
| 22. září | Francie - Maďarsko    | 3:2      | 9:15  | 8:15  | 16:14 | 15:12 | 16:14 |
| 22. září | NDR - Belgie          | 3:0      | 15:13 | 15:3  | 15:6  |       |       |
| 22. září | Nizozemsko - Itálie   | 3:0      | 16:14 | 15:7  | 15:8  |       |       |
| 23. září | Francie - Belgie      | 3:2      | 17:15 | 15:8  | 4:15  | 11:15 | 15:10 |
| 23. září | NDR - Itálie          | 3:0      | 15:4  | 15:11 | 15:11 |       |       |
| 23. září | Nizozemsko - Maďarsko | 3:2      | 8:15  | 13:15 | 15:8  | 15:7  | 15:13 |
| 24. září | Maďarsko - Belgie     | 3:1      | 6:15  | 15:13 | 15:4  | 15:11 |       |
| 24. září | Francie - Itálie      | 3:1      | 16:14 | 11:15 | 15:6  | 15:11 |       |
| 24. září | NDR - Nizozemsko      | 3:0      | 15:9  | 15:7  | 15:13 |       |       |
| 25. září | Francie - Nizozemsko  | 3:0      | 15:7  | 15:9  | 15:7  |       |       |
| 25. září | NDR - Maďarsko        | 3:1      | 15:4  | 15:8  | 13:15 | 15:10 |       |
| 25. září | Itálie - Belgie       | 3:2      | 9:15  | 9:15  | 15:11 | 15:6  | 16:14 |

| Poř | Země       | Body | Zápasy | Výhry | Prohry | Sety |
| --- | ---------- | ---- | ------ | ----- | ------ | ---- |
| 7.  | NDR        | 10   | 5      | 5     | 0      | 15:1 |
| 8.  | Francie    | 9    | 5      | 4     | 1      | 12:8 |
| 9.  | Nizozemsko | 8    | 5      | 3     | 2      | 9:10 |
| 10. | Itálie     | 7    | 5      | 2     | 3      | 7:11 |
| 11. | Maďarsko   | 6    | 5      | 1     | 4      | 8:13 |
| 12. | Belgie     | 5    | 5      | 0     | 5      | 7:15 |

## Konečné pořadí
| 9.               | Mistrovství Evropy 1975 | Z | V | P | Sety  | B  |
| ---------------- | ----------------------- | - | - | - | ----- | -- |
| Zlatá medaile    | Sovětský svaz           | 7 | 7 | 0 | 21:3  | 14 |
| Stříbrná medaile | Polsko                  | 7 | 5 | 2 | 17:9  | 12 |
| Bronzová medaile | Jugoslávie              | 7 | 5 | 2 | 17:12 | 12 |
| 4.               | Rumunsko                | 7 | 4 | 3 | 16:14 | 11 |
| 5.               | Bulharsko               | 7 | 3 | 4 | 12:13 | 10 |
| 6.               | Československo          | 7 | 3 | 4 | 12:14 | 10 |
| 7.               | NDR                     | 7 | 5 | 2 | 16:7  | 12 |
| 8.               | Francie                 | 7 | 4 | 3 | 12:14 | 11 |
| 9.               | Nizozemsko              | 7 | 3 | 4 | 11:16 | 10 |
| 10.              | Itálie                  | 7 | 2 | 5 | 8:17  | 9  |
| 11.              | Maďarsko                | 7 | 1 | 6 | 9:19  | 8  |
| 12.              | Belgie                  | 7 | 0 | 7 | 8:21  | 7  |